# 铃木通夫
铃木通夫（日语：／ Suzuki Michio，1926年10月2日—1998年5月31日）是一位日本数学家。

## 生平
1926年出生于日本千叶县千叶市，1948年获得东京大学学士学位，1951年获得硕士学位，师从弥永昌吉。毕业后担任东京教育大学讲师，1952年获得奖学金赴美留学，留学后才得到东京大学博士学位。同年进入伊利諾大學厄巴納-香檳分校担任研究员，1955年升任助教，1956年担任哈佛大学研究员，1958年升任伊利諾大學厄巴納-香檳分校副教授，1959年升任教授。1962年至1963年在普林斯顿高等研究院担任研究员。

## 荣誉
- 1962年获得古根海姆奖
- 1974年获得日本學士院獎

## 外部來源
- （页面存档备份，存于） M. Aschbacher, H. Bender, W. Feit, R. Solomon, Michio Suzuki (1926–1998), Notices Amer. Math. Soc. 46 (1999), no. 5, 543–551.
- Harada, Koichiro,  (PDF), , Adv. Stud. Pure Math. 32, Tokyo: Math. Soc. Japan: 1–39, 2001  [2024-09-24], MR 1893490, （原始内容存档 (PDF)于2022-06-25）